# Campeonato Paraguaio de Futebol de 2014 - Apertura
O Campeonato Paraguaio de Futebol de 2014 "Apertura" será o centésimo décimo torneio desta competição. Irão participar doze equipes. O Cerro Porteño de Presidente Franco e o Club Sportivo Carapeguá foram rebaixados. É um campeonato no sistema de Apertura e Clausura separados, com dois campeões paraguaios por ano, sem a necessidade de final entre eles. .O campeão representará o Paraguai na Copa Libertadores da América de 2015. As outras duas vagas serão para o campeão do clausura e o primeiro melhor finalista na tabela geral. Para a Copa Sul-Americana de 2015, os quatro melhores clubes na tabela de pontuação total (que inclui o Apertura e o Clausura somados)
| Equipe            | Cidade          | Departamento     | No ano anterior                                                           | Estádio                        | Capacidade | Títulos                                                                                     | Participações |
| ----------------- | --------------- | ---------------- | ------------------------------------------------------------------------- | ------------------------------ | ---------- | ------------------------------------------------------------------------------------------- | ------------- |
| Cerro Porteño     | Assunção        | Distrito Capital | Campeão                                                                   | Estádio General Pablo Rojas    | 32.910     | 30 (último em Clausura de 2013)                                                             | 103           |
| Guaraní           | Assunção        | Distrito Capital | Lugar                                                                     | Estádio Rogelio Livieres       | 6.000      | 10 (último em Apertura de 2010)                                                             | 109           |
| Olimpia           | Assunção        | Distrito Capital | Lugar                                                                     | Estádio Manuel Ferreira        | 15.000     | 39 (último em Clausura de 2011)                                                             | 110           |
| Sportivo Luqueño  | Luque           | Central          | Lugar                                                                     | Estádio Feliciano Cáceres      | 25.000     | 2 (1951,1953)                                                                               | 86            |
| Libertad          | Assunção        | Distrito Capital | Lugar                                                                     | Estádio Dr. Nicolás Leoz       | 10.000     | 15 (último em Clausura de 2011)                                                             | 105           |
| Nacional          | Assunção        | Distrito Capital | Lugar                                                                     | Estádio Arsenio Erico          | 4.000      | 9 (1909, 1911, 1924, 1926, 1942, 1946, Clausura de 2009,Apertura de 2011, Apertura de 2013) | 103           |
| Sol de América    | Villa Elisa     | Central          | Lugar                                                                     | Estádio Luis Alfonso Giagni    | 5.000      | 2 (1986, 1991)                                                                              | 102           |
| Rubio Ñu          | Assunção        | Distrito Capital | Lugar                                                                     | Estádio La Arboleda            | 5.000      | 0 (não possui)                                                                              | 28            |
| General Díaz      | Luque           | Central          | Lugar                                                                     | Estádio General Adrián Jara    | 3.300      | 0 (não possui)                                                                              | 3             |
| Deportivo Capiatá | Capiatá         | Central          | Vice Campeão                                                              | Estádio Municipal de Capiatá   | 5.000      | 0 (não possui)                                                                              | 3             |
| 3 de Febrero      | Ciudad del Este | Alto Paraná      | Campeão do Campeonato Paraguaio de Futebol de 2013 - Segunda Divisão      | Estádio Antonio Oddone Sarubbi | 28.000     | 0 (não possui)                                                                              | 13            |
| 12 de Octubre     | Itauguá         | Central          | Vice Campeão do Campeonato Paraguaio de Futebol de 2013 - Segunda Divisão | Estádio Juan Canuto Pettengill | 8.000      | 0 (não possui)                                                                              | 17            |